# Ösbysjön
Ösbysjön är en sjö i Danderyds kommun i Uppland och ingår i Åkerström-Norrströms kustområde. Sjön är 4,1 meter djup, har en yta på 0,04 kvadratkilometer och befinner sig 7,2 meter över havet.

## Delavrinningsområde
Ösbysjön ingår i det delavrinningsområde (659234-162859) som SMHI kallar för Rinner mot Stora Värtan. Medelhöjden är 18 meter över havet och ytan är 24,76 kvadratkilometer. Det finns inga avrinningsområden uppströms utan avrinningsområdet är högsta punkten. Avrinningsområdets utflöde mynnar i havet, utan att ha någon enskild mynningsplats.. Bebyggelsen i området täcker en yta av 21,84 kvadratkilometer eller 88 procent av avrinningsområdet.